# Civil társadalom
A civil társadalom személyek önszerveződő, önkéntes, közjó érdekében végzett tevékenységeinek összessége.
A polgári kezdeményezések a társadalmi-kulturális élet fontos elemei, szerepvállalásuk révén nagyban hozzájárulnak a társadalmi problémák azonosításához, eredményes rendezéséhez és közösségi szükségletek kielégítéséhez.
A civil társadalom a felmerülő helyzetekre spontán vagy újszerűen reagál, ezáltal elkülöníthető a családi, állami és a piaci struktúráktól. Az ismétlődő tevékenységek intézményesülése során civil szervezetek jönnek létre.

## A fogalom kialakulása
A „civil társadalom” kifejezésnek közvetlen megfelelője van a latinban (societas civilis) és közeli megfelelője az ógörögben (politike koinona). A rómaiak és a görögök számára ez valamiféle „politikai társadalmat” jelentett, ahol az aktív állampolgárok alakítják az intézményrendszert és a politikát.
Thomas Hobbes, a civil társadalom egyik legkorábbi szerzője szerint a természeti állam „minden ember háborúja minden ember ellen”, ezzel szembeállítja a civil társadalmat, melynek legnagyobb előnye a fizikai biztonság.
John Locke is megállapította, hogy a természeti államban gyakoribb a háború, mint a civil társadalomban, amit a törvénykezés hiányára vezetett vissza. Részben az ő műveinek hatására a 18. századi skót felvilágosodás gondolkodói hangsúlyozták először, hogy az új társadalmi rendnek az individualizmusra és a jogokra épülő társadalom az alapja.
A fogalmat gyakran Adam Fergusontól eredeztetik, aki a civil társadalom egyik legátfogóbb elemzését készítette el. Ő a feudalizmusból a kapitalizmusba váltó társadalomban a „kereskedelmi állam” fejlődésének útját az egyén szabadságának megerősödésében látta. Számára azonban a választóvonal még mindig a civil társadalom, illetve a despotizmus, a „vad” természeti élet között volt.
Míg Ferguson nem húzott határoló vonalat az állam és a társadalom közé, Georg Wilhelm Friedrich Hegel, aki sokat értekezett a civil társadalomról, már megtette ezt. A fogalom további fejlődése szempontjából az a felvetése lényeges volt, hogy a civil társadalom független az államtól, egyúttal szimbiózisban él vele. A fogalom értelmezése, csakúgy, mint Hegel követői, a politikai bal- és jobboldal között kettéhasadt. A baloldalon Karl Marx burzsoá társadalomról alkotott elméletének alapjait képezte, ahol a civil társadalom megegyezett a polgári társadalommal és a fogalom leszűkült a gazdasági életre, melyben mindenki a saját önző érdekeit hajszolja és elidegenedik saját emberi lehetőségeitől és környezetétől. A jobboldalon az alapgondolat a társadalom összes nem állami vonatkozását megtartotta a szigorú gazdasági megfontolásokat kiterjesztve a kultúrára, a politikára és a társadalomra.

## Civil társadalom és demokrácia
A civil társadalom és a demokrácia közötti kapcsolatok irodalmát Alexis de Tocqueville korai írásai alapozták. Szerinte az egyéni szabadságjogok biztosítékai az úgynevezett „demokratikus eszközök”: a helyi önkormányzat, a szétválasztott egyház és állam, a szabad sajtó, a közvetett választások, a független igazságszolgáltatás és a „szövetségesi élet”. Arra a következtetésre jutott, hogy az aktív szövetség a szabadság és az egyenlőség előfeltétele.
Gondolatait a 20. században többen is jelentősen továbbfejlesztették, amellett érvelve, hogy a demokráciában a civil társadalom szerepe létfontosságú.

## Globális civil társadalom

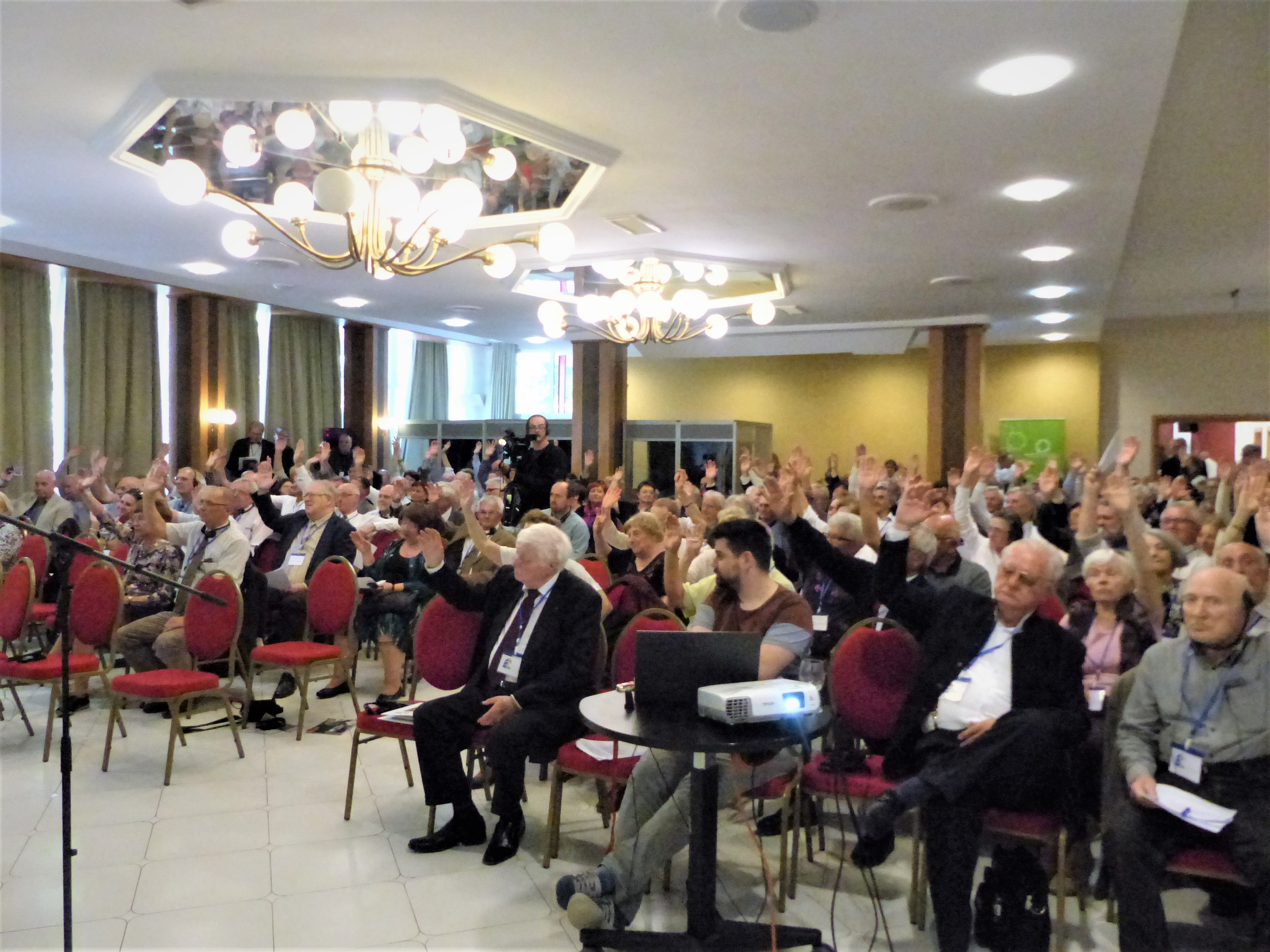
Az Európai Uniós Civil Együttműködési Tanács létrehozása

A globális civil társadalom fogalma újdonságánál fogva sokat vitatott. A deskriptív definíció szerint a globális civil társadalom a család, az állam és a piac közötti elképzelések, értékek, intézmények, szervezetek, hálózatok és egyének színtere, amely a nemzeti társadalmak, politikai rendszerek és gazdaságok határain túl működik.
A globális civil társadalom fogalmát ugyanakkor kritikusok és aktivisták napjainkban mind többet használják hivatkozási forrásul a globalizációval szemben ellenálló és a helyi közösségi élet megvédésére irányuló tevékenységekre.
Mások a globalizációt úgy látják, mint egy olyan társadalmi jelenséget, ami klasszikus liberális értékeket képvisel és ami elkerülhetetlenül nagyobb civil társadalmat eredményez. Ennélfogva a civil társadalom különböző meghatározásai magában foglalhatják azokat a vállalatokat és intézményeket is, amelyek támogatják a globalizációt, vagy teljesen függetlenek tőle.

## Civilszervezetek
Rokon értelmű fogalmak:
- nem kormányzati szervezetek (NGO-k)
- önkéntes szervezetek (PVO-k)
- nonprofit szervezetek (NPO-k)

Példák civilszervezetekre: 
- közösségi szervezetek
- alapítványok
- közhasznú társaságok
- civil klubok
- szakszervezetek
- gender (~nemiségi), kulturális és vallási szervezetek
- jótékonysági szervezetek
- szociális szervezetek
- sportklubok
- környezetvédelmi szervezetek
- fogyasztóvédelmi szervezetek
- jogvédő szervezetek
- akadémiák, kamarák, szakmai szövetségek
- a média
- civil csoportok
- klubok

## A civil társadalom néhány fontos iskolája
- Daniel Bell
- Francis Fukuyama
- Antonio Gramsci
- Jürgen Habermas
- John Keane
- Konrád György